# Dmitri Svatkovskiy
Dmitri Svatkovskiy (Moscou, 27 de novembro de 1971) é um ex-pentatleta russo. 

## Carreira
Dmitri Svatkovskiy representou seu país nos Jogos Olímpicos de 1992, 1996 e 2000, na qual conquistou a medalha de ouro, no individual em 2000 e e prata pelo CEI em 1992. 